# 마리아 디지아
마리아 디지아(Maria Dizzia, 1974년 12월 29일 ~ )는 미국의 배우이다.

## 출연 작품
- 고잉 인 스타일 - 레이첼 하딩 역
- 더 네이버스 윈도우